# 蒂鲁韦鲁姆布尔
蒂鲁韦鲁姆布尔（Thiruverumbur），是印度泰米尔纳德邦Tiruchirappalli县的一个城镇。总人口16835（2001年）。

## 人口
该地2001年总人口16835人，其中男性8500人，女性8335人；0—6岁人口1805人，其中男912人，女893人；识字率78.12%，其中男性为83.93%，女性为72.20%。